# 富尔
富尔（法語：Four，法語發音：[fuʁ] ⓘ）是法国伊泽尔省的一个市镇，位于该省西北部，属于拉图尔迪潘区。

## 地理
富尔（45°35'14"N, 5°11'44"E）面积11.82 平方千米，位于法国奥弗涅-罗讷-阿尔卑斯大区伊泽尔省，该省份为法国东南部内陆省份，北起顺时针与安省、萨瓦省、上阿尔卑斯省、德龙省、阿尔代什省、卢瓦尔省和罗讷省。
与富尔接壤的市镇（或旧市镇、城区）包括：沃-米略、维勒方丹、阿尔塔、谢兹讷沃、利勒达博、罗什、圣阿尔邦德罗什。

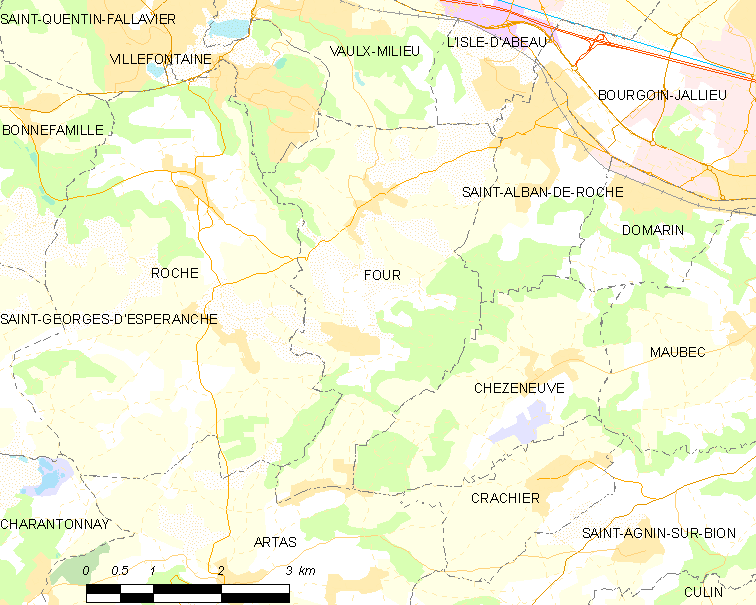
富尔的OSM定位图

富尔的时区为UTC+01:00、UTC+02:00（夏令时）。

## 行政
富尔的邮政编码为38080，INSEE市镇编码为38172。

## 政治
富尔所属的省级选区为利勒达博县。

## 人口

1962-2008年间富尔人口变化图示

富尔于2022年1月1日时的人口数量为1672人。